# Alsónémedi
Alsónémedi é uma vila da Hungria, situada no condado de Peste. Tem 49,07 km² de área e sua população em 2019 foi estimada em 5.235 habitantes.